# Spineur
Formellement, un spineur est un élément d'un espace de représentation pour le groupe spinoriel. Concrètement, il s'agit d'un élément d'un certain espace vectoriel complexe associé à l'espace de référence, typiquement l'espace euclidien ordinaire, et sur lequel les rotations (ou plus généralement les transformations orthogonales) agissent de façon spécifique. Ainsi, par une rotation d'angle variant progressivement de 0 à 360 degrés  on revient d'un vecteur de l'espace euclidien à ce même vecteur ; en revanche, pour un spineur, effectuer une telle avancée de 360 degrés transforme le spineur en son opposé. Il faut poursuivre jusqu'à 720 degrés pour qu'un spineur retrouve ses coordonnées initiales.
Des images concrètes ont été proposées pour saisir comment se comporte un spineur ; l'idée générale est que faire tourner un objet « attaché » dans l'espace ambiant n'est pas la même chose que faire tourner un objet sans support.
Le spin des particules en physique quantique est une propriété interne qui traduit lui aussi une information sans équivalent classique.
Les spineurs ont été introduits par Élie Cartan (1869-1951) en 1913,,. Ils ont été nommés ainsi par Paul Ehrenfest (1880-1933). Par la suite, ils ont été utilisés par la mécanique quantique : la fonction d'onde d'un fermion est représentée par un spineur de Dirac (en). Pour les particules de spin ½ (notamment l'électron), ceci est exprimé par l'équation de Dirac. Pour des particules hypothétiques de spin 3/2, c'est l'équation de Rarita-Schwinger qui s'appliquerait.
Les spineurs apparaissent dans l'une des tentatives d'élaboration d'une théorie de la gravitation quantique : dans la théorie des twisteurs.

## Spineurs en dimension 3

### Description
Les spineurs constituent un espace de représentation du groupe SU(2)=Spin(3) :
{\displaystyle {\text{SU}}(2)=\left\{{\begin{pmatrix}a&-{\overline {b}}\\b&{\overline {a}}\end{pmatrix}}:\ \ a,b\in \mathbb {C} ,|a|^{2}+|b|^{2}=1\right\}}.
Un spineur d'ordre un de l'espace tridimensionnel est un couple {\displaystyle (\alpha ,\beta )} de nombres complexes transformé en un couple {\displaystyle (\alpha ',\beta ')} par multiplication par un élément de ce groupe. 
Par ailleurs, un vecteur unitaire {\displaystyle {\textbf {u}}} de l'espace euclidien de dimension 3 étant donné,
de composantes {\displaystyle u_{x}}, {\displaystyle u_{y}} et {\displaystyle u_{z}}, à la rotation spatiale d'un angle {\displaystyle \theta } autour de l'axe dirigé par {\displaystyle {\textbf {u}}} on associe la matrice notée
{\displaystyle U({\textbf {u}},{\frac {\theta }{2}})=\left({\begin{array}{cc}\cos {\frac {\theta }{2}}-iu_{z}\sin {\frac {\theta }{2}}&-(iu_{x}+u_{y})\sin {\frac {\theta }{2}}\\(-iu_{x}+u_{y})\sin {\frac {\theta }{2}}&\cos {\frac {\theta }{2}}+iu_{z}\sin {\frac {\theta }{2}}\end{array}}\right)\in {\text{SU}}(2)}
Cette matrice définit une transformation dans l'espace des spineurs qu'on qualifie également de rotation. Puisque l'angle d'une rotation euclidienne est défini modulo {\displaystyle 2\pi }, à cette rotation sont en fait associées deux matrices de SU(2) : la précédente et
{\displaystyle U({\textbf {u}},\theta /2+\pi )=-U({\textbf {u}},\theta /2)}.

### Lien avec les matrices de Pauli
Les matrices de Pauli {\displaystyle \sigma _{i}} donnent des générateurs infinitésimaux du groupe de Lie SU(2).
Considérons une direction quelconque dans laquelle nous aimerions observer la projection du spin : {\displaystyle {\vec {u}}=\sin \theta \cos \varphi {\vec {u}}_{x}+\sin \theta \sin \varphi {\vec {u}}_{y}+\cos \theta {\vec {u}}_{z}}. La matrice représentant l'opérateur s'exprime dans la base {\displaystyle (|+\rangle _{z},|-\rangle _{z})} :
{\displaystyle S_{\vec {u}}={\vec {u}}\cdot {\vec {\sigma }}=\left({\begin{array}{cc}\cos \theta &e^{-i\varphi }\sin \theta \\e^{i\varphi }\sin \theta &-\cos \theta \end{array}}\right)}
Il est facile de trouver les valeurs propres de cette matrice (+1 et -1), ainsi que les vecteurs propres :
{\displaystyle |+\rangle _{\vec {u}}=\left(e^{-i\varphi /2}\cos {\frac {\theta }{2}}|+\rangle _{z}+e^{i\varphi /2}\sin {\frac {\theta }{2}}|-\rangle _{z}\right)}
{\displaystyle |-\rangle _{\vec {u}}=\left(e^{-i\varphi /2}\sin {\frac {\theta }{2}}|+\rangle _{z}-e^{i\varphi /2}\cos {\frac {\theta }{2}}|-\rangle _{z}\right)}
Il est alors aisé de voir que lors d'une rotation de {\displaystyle (\theta =2\pi ,\varphi =0)} le vecteur propre se transforme en son opposé. Il faut une rotation de {\displaystyle (\theta =4\pi ,\varphi =0)} pour laisser le vecteur propre invariant. De même pour {\displaystyle (\theta =0,\varphi =2\pi {\mbox{ ou }}4\pi )}.

## Analogies courantes

### La torsion de la main

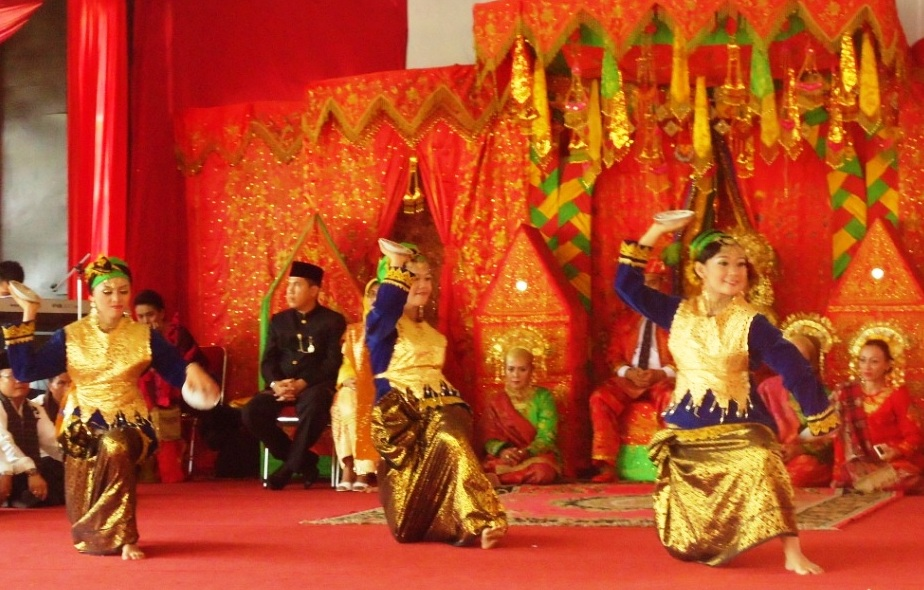
Le est une danse indonésienne dans laquelle les assiettes doivent rester en position horizontale dans la paume.

Le système « paume de la main - épaule » donne une bonne idée de ce qu'un mouvement de rotation de 360° de la paume puisse ne pas donner de retour à l'état initial pour le système entier, alors qu'un mouvement de 720° le permet. 
Pour que le mouvement physique convienne, il faut que la main reste horizontale, paume vers le haut, à tout moment. Certaines danses traditionnelles utilisent des mouvements de ce type : en Indonésie se pratiquent une  danse des bougies (en), ou des assiettes (en). 
Le mouvement pertinent se fait en partant bras étendu devant soi, puis en faisant tourner progressivement la main autour d'un axe vertical qui serait situé un peu en arrière du poignet. Une torsion du bras s'ensuit, mais le mouvement est possible. Après un mouvement de rotation de 360°, la position est inconfortable, avec le coude relevé, et l'ensemble du bras ne peut être considéré dans un état proche de l'initial, bien que la paume de la main soit elle revenue à sa position d'origine, sans que l'épaule ait radicalement bougé.
En poursuivant la rotation de la paume dans le même sens, au lieu de se tordre plus encore, le bras se détord complètement, et à l'issue d'un mouvement de rotation de 720° de la paume de la main autour de l'axe vertical, l'ensemble du corps est revenu à la position de départ.

### La boucle de ceinture

Une des variantes du "tour de la ceinture" : ici la ceinture est extensible et les deux extrémités sont fixées. Les mouvements relatifs sont comparables.

Une autre analogie fréquemment employée est celle d'une ceinture avec boucle. L'extrémité opposée à la boucle est supposée fixée, tandis que la boucle est mobile. Là aussi il y a une limitation sur les mouvements permis : la boucle doit rester en permanence parallèle à sa position initiale, ce qui empêche de tordre et détordre la ceinture par les mouvements les plus naturels. Dans sa position initiale, la ceinture est entortillée et il s'agit de la détordre en respectant cette contrainte.
Si la ceinture a subi un seul tour d'entortillement, il est impossible de la détordre. En revanche si la position initiale est entortillée avec deux tours complets, le mouvement est possible .